# Julio Placidiano
Julio Placidiano (fl. 269-273) fue un general romano del siglo III. Como soldado profesional desarrolló su carrera bajo Galieno y estuvo activo durante los mandaros de Claudio II y Aureliano. Placidiano era cónsul en el año 273 como colega del futuro emperado Marco Claudio Tácito, el futuro emperador. Su vida aquí presentada se deriva en gran medida de la historia de la Prefectura Pretoriana de L. L. Howe.

## Origen
El nomen, Julius, puede indicar un origen galo, ya que muchas familias galas se convirtieron en ciudadanos romanos bajo el patrocinio de la dinastía Julio-Claudia. Sin embargo, en los dos siglos transcurridos desde la muerte del último representante de esta dinastía, Nerón, es probable que los clanes julianos se hubieran dispersado geográficamente. Su cognomen Placidianus, no permite sugerir ninguna ubicación geográfica determinada. Desconocemos su fecha de nacimiento, así como detalles sobre su vida privada o si tuvo herederos.

## Carrera
Placidiano aparece por vez primera como Prefecto de la Guardia Romana -ver Vigiles - bajo Claudio II en 269. Teniendo en cuenta que Claudio había sido una persona muy próxima a Galieno, es probable que Placidiano también hubiera contado con una posición de privilegio en el séquito de ese emperador. Por tanto, probablemente pertenecía al Ordo equester, ya que Galieno excluyó a los senadores de los altos mandos. Claudio aparentemente lo valoraba lo suficiente como para situarlo en un puesto delicado.
El hecho de que pudiera ser Prefecto de la Guardia mientras comandaba un destacamento del ejército contra el Imperio Galo (o, más improbablemente, contra los Godos) en el sur de la Galia apoya la idea de que los oficiales de mayor rango del ejército podrían ser recompensados con mandos importantes en el ejército mientras se les asignaban puestos más sustantivos en otros lugares del Imperio.
Cualesquiera que fueran la órdenes recibidas por Placidiano, no incluían actuar directamente contra el "Imperio Galo", ya que fue durante la estancia de Placidiano en la región cuando el "Emperador Galo" Victorino tomó y saqueó la ciudad de Augustodunum (Autun) que se había declarado pronunciado a favor de Claudio sin que Placidiano hiciera ningún movimiento para ayudar. La explicación más probable es que en ese momento Claudio estuviera totalmente comprometido, bien en Italia contra los Alamanni bien en los Balcanes contra los Godos y, por lo tanto, no estaba en disposición de abrir un segundo frente en las provincias occidentales, lo que habría implicado, no sólo un gran esfuerzo militar, sino que también habría requerido que Claudio mantuviera la de defensa de las fronteras del Rin.
Frente a esto, Alaric Watson atribuye a Placidiano la supresión de la potencialmente peligrosa revuelta por Domiciano II al sur del lago Lemán en 271. Sin embargo, el lugar más probable para esta acción habría sido la capital gálica, Augusta Treverorum (Tréveris), donde era poco probable que Placidiano su estancia en 271.
Cualquiera que fuera la razón del fracaso de Placidiano a la hora de socorrer a Autun, de todas formas causó buena impresión al sucesor de Claudio, Aureliano, que le nombró Prefecto del Pretorio poco después de su ascensión. No se sabe si sucedió directamente a Aurelius Heraclianus, que había sido el último Prefecto de Gallieno y que probablemente había tenido disputas con Claudio y Aureliano a la muerte de este último en 268. Es probable que Placidiano todavía estuviera en la Galia cuando fue ascendido. Howe cree que mantuvo su cargo de prefecto del Pretorio hasta la muerte de Aureliano. 
No tenemos noticias de Placidiano después de la muerte de Aureliano en 275.